# Brandlaag
Een brandlaag is in de archeologie een stratum dat hoofdzakelijk is ontstaan uit de verbranding van objecten of gebouwen.
De omvang van de laag is daarbij niet relevant. Het kan zowel de resten van een kampvuur als van een afgebrande nederzetting betreffen. Omvangrijke brandlagen worden vaak gezien als bewijs voor gewelddadige veroveringen.
Het beschrijven van brandlagen is deel van de eventstratigrafie, een deelgebied van de algemene stratigrafie.